# Архелаја, Текла и Сузана
Преподобне мученице Архелаја, Текла и Сузана су хришћанске светитељке. Као монахиње подвизавале су се у једном незнатном манастиру близу Рима. Међутим када је настало гоњење хришћана под царем Диоклецијаном, оне су одбегле у Кампанију, и тамо су се настанили близу града Ноле. Збох њиховог хришћанског живота људи из околних места почели су да долазе код њих тражећи им савет, поуку и помоћ у разним мукама и болестима. После неког времена ухваћене су од многобожаца и изведене пред суд. Оне су на суду јавно и слободно исповедиле веру у Исуса Христа. Када је судија Леонтије упитао свету Архелају о хришћанству, она је одговорила: "Силом Христовом попирем силу ђаволску, људе учим разуму, да познаду једног истинитог Бога, а именом Господа мога Исуса Христа јединородног Сина Божјег даје се кроз мене слушкињу Његову здравље свима болесним". Све три девице су бијене, врелом смолом поливане, у тамници глађу мучене, и напослетку мачем посечене. У хришћанској традицији помиње се да су им се, када су изведене на губилиште, јавили анђели, које су и неки од џелата видели и толико се од тога уплашили, да нису смели дићи мач на ове девице. Међутим оне су их охрабриле да изврше своју дужност. И тако су посечене 293. године.
Српска православна црква слави их 6. јуна по црквеном, а 19. јуна по грегоријанском календару.